# آن شيبارد
آن شيبارد (بالإنجليزية: Anne D. R. Sheppard)‏ هي مؤرخة بريطانية، ولدت في 10 نوفمبر 1951.